# Шапка Казанська

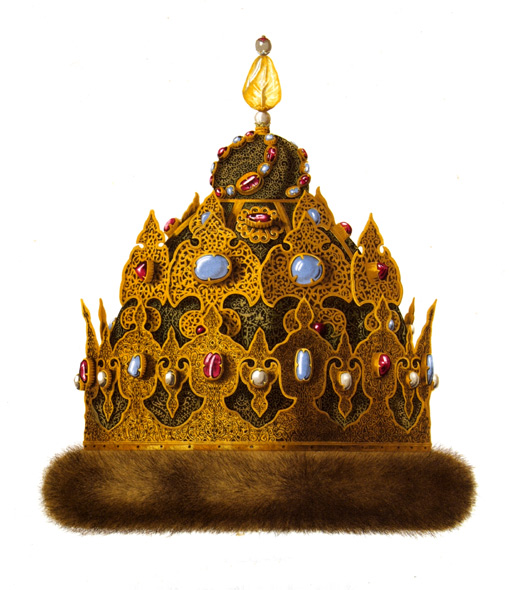
Шапка Казанська. Хромолітографія Ф. Г. Солнцева, 1840-і рр.

Шапка Казанська — дорогоцінний вінець, одна з найдавніших регалій російських монархів, що знаходиться нині в зібранні Збройової палати Московського Кремля.

## Походження

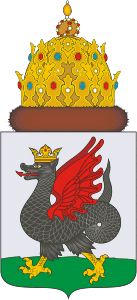
Сучасний герб Казані, Татарстан

Шапка Казанська належала Ядегару-Мухаммеду, останньому володарю татарського Казанського ханства. Це друга за давністю російська корона. Виготовлена «шапка» в 1553 московітськими або татарськими ювелірами для полоненого хана, спеціально з нагоди його хрещення в православну віру під ім'ям Симеона (Семена). Вона була пожиттєвою власністю Ядегара-Симеона, який зберігав свій природний царський титул до самої смерті, а згодом потрапила до приватної скарбниці Івана IV. Корона ця мала для московітських царів велике пам'ятне значення — як символ перемоги московітів над татарами і одночасно — православ'я над ісламом. Тож вона була збережена і в лихі «смутні» часи початку XVII ст., і в 1680-і, коли нищилися старі корони та робилися модні нові.

## Опис
Шапка зроблена за зразком «Мономахова» вінця, має подвійний металевий корпус, із витонченою сканню і різьбленням, зроблена у східному стилі. Внутрішній каркас — двоярусний срібний, зовнішній — одноярусний золотий, прикрашений перлинами, рубінами і бірюзою. Верхня частина корони зроблена у вигляді верху православного храму, до зовнішнього корпусу приєднані золоті прикраси — кільовидні зубчики — закомари або кокошники, типові для тогочасної московської церковної архітектури. До нижнього краю внутрішнього каркаса приєднане соболине хутро. Увінчує «шапку» великий жовтий сапфір вагою 90 каратів. Важить корона майже 1,5 кг без хутра.
Ось опис вінця на 1702 р.:
|  | Шапка золотая сканнаго дела Царя Казанскаго. На верху той шапки яхонт желтой на спне золотом, цена сто рублев. Два зерна жемчужных, десять рублев. На верхнем яблоке двенадцать яхонтовых искор красных, цена по десяти алтын камень, итого три рубля двадцать алтын. Двадцать бирюз, цена рубль.На всей шапке четырнадцать лалов, по четыре рубли камень итого пятьдесят шесть рублев. Осьмнадцать бирюз, цена всем три рубли. Двенадцать зерен жемчюжных половинчатаго бурмицкаго, двенадцать рублев. Весом та шапка золото с каменьем и жемчюгом, и с серебром — четыре фунта семьдесят шесть золотников. Золота положено на пример четыре фунта, а золотниками иметца триста восемьдесят четыре золотника по рублю по десяти алтын золотник, итого четыре ста девяносто девять рублев шесть алтын четыре деньги. Всего той шапке цена: шесть сот восемьдесят четыре рубли двадцать алтын.Верх сделан серебряный на шапку Царскую, весу в нем серебра фунт тридцать один золотник, цена по два алтына по четыре деньги золотник, итого десять рублев, пять алтын, две деньги» |

## Шапка Казанська в геральдиці
З XVIII ст. корона слугувала геральдичною короною «Царства Казанського». У Великому державному гербі Російської імперії (1882) ця корона відповідно увінчувала щит з гербом Царства Казанського.
У сучасній Росії корона присутня в гербі Казані.